# 오페레크

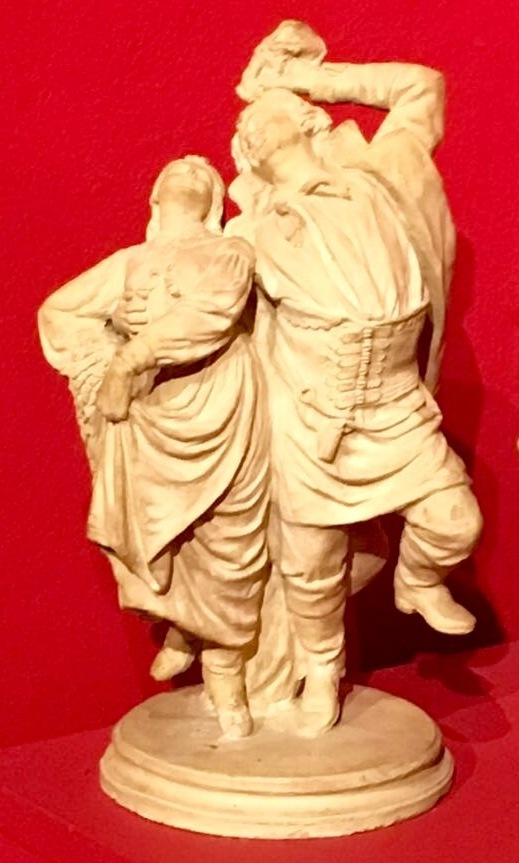
오페레크 - Antoni Kurzawa (1881년)

오페레크(oberek) 또는 오베르타스(obertas)는 살아있는 폴란드의 춤이다. 오페레크라는 낱말은 폴란드로 "회전"을 의미하는 동사 "obracać się"에서 비롯된 것이다. 수많은 댄스 리프트(dance lift)와 점프로 구성되어 있다. 폴란드의 템포가 빠른 왈츠로, 야성미에 넘친다. 폴란드 출신 작가의 작품에 이런 종류가 때때로 보인다.

## 같이 보기
- 마주르카